# Bengali-Fodé Koita
Bengali-Fodé Koita (Parigi, 21 ottobre 1990) è un calciatore guineano con cittadinanza francese, attaccante svincolato.

## Carriera

### Club
Ha giocato nella prima divisione francese ed in quella turca.

### Nazionale
Tra il 2011 ed il 2013 ha giocato complessivamente 2 partite con la nazionale Under-21 francese; in seguito, nel 2019, ha scelto di rappresentare la Guinea, con la quale ha partecipato in quello stesso anno alla Coppa d'Africa.

## Carriera

### Club

#### Competizioni nazionali
- Campionato turco: 1

Trabzonspor: 2021-2022